# Tilly Keeper
Tilly Keeper (Londres, 16 de agosto de 1997) es una actriz inglesa, más conocida por interpretar a Louise Mitchell en la serie EastEnders.

## Biografía
Es hija del escritor Peter Keeper.

## Carrera
En 2016 apareció en un episodio de la segunda temporada de la serie Millie Inbetween, donde dio vida a Chrissie. El 15 de enero del mismo año, obtuvo su primer papel importante en la televisión cuando se unió al elenco principal de la serie EastEnders, donde interpreta a la estudiante Louise Mitchell hasta ahora.

## Filmografía

### Series de televisión
| Año           | Título           | Personaje       | Notas                                                   |
| ------------- | ---------------- | --------------- | ------------------------------------------------------- |
| 2016—2020     | EastEnders       | Louise Mitchell | 392 episodios                                           |
| 2016          | Millie Inbetween | Chrissie        | episodio "Loved Up"                                     |
| 2023—presente | You              | Lady Phoebe     | personaje principal (temporada 4-5) serie de TV Netflix |

### Películas
| Año  | Título     | Personaje | Notas |
| ---- | ---------- | --------- | ----- |
| 2016 | Female Dog | -         | corto |

### Teatro
| Año  | Título     | Personaje             | Director | Teatro        | Notas                                                                                            |
| ---- | ---------- | --------------------- | -------- | ------------- | ------------------------------------------------------------------------------------------------ |
| 2012 | Girl Power | -                     | -        | -             | -                                                                                                |
| 2009 | Oliver!    | Miembro de Bloomsbury | -        | Theatre Royal | junto a James Donaghey, Burn Gorman, Mary Cormack, Tamsin Carroll, Rowan Atkinson y Omid Djalili |

## Premios y nominaciones
| Año  | Categoría          | Premio            | Serie      | Resultado |
| ---- | ------------------ | ----------------- | ---------- | --------- |
| 2016 | Best Soap Newcomer | TV Choice Award   | EastEnders | pendiente |
| 2016 | Best Newcomer      | Inside Soap Award | EastEnders | pendiente |